# 馬祖風燈
馬祖風燈，是馬祖列島特有的燈籠型式。一般見於節日(如元宵擺暝)、喜慶(如結婚、新屋上樑)之時。

## 構造
馬祖風燈可分為風燈本體及燭座。
風燈本體以細竹條組成基本框架，覆上白紙，白紙上貼著紅紙剪花(剪紙)圖案；本體造型有八角型、酒罈(瓶)型、球型、八卦型等，其中以酒罈(瓶)型最為常見。
燭座以小塊木板為底座，將鐵釘穿過木板正中間，釘子須朝上，側面視之形成「丄」型。再以鐵絲(或細竹條)拗成「∩」型，二端固定在木板上，而「∩」型鐵絲的長度須高於風燈本體，即告完成。
燭座插上點燃的蠟燭後，將風燈本體套上燭座，即可放在桌櫃上供照明使用，另外，鐵絲的「∩」型則可作為懸掛之用。
因現代普遍使用電力，甚少使用蠟燭照明，現在常見為保留風燈本體，直接放入電燈泡後懸掛。而本體也多改為塑膠製品，以便懸掛在室外提昇耐風雨的程度。

## 別名
馬祖風燈形體為上下窄、中間寬，類似馬祖酒廠造酒的酒罈，故稱「酒罈燈」。又因方言中「燈」與「丁」同音，風燈上常書有「百子千孫」的吉祥話，也稱為「百子千孫燈」。

## 寓意

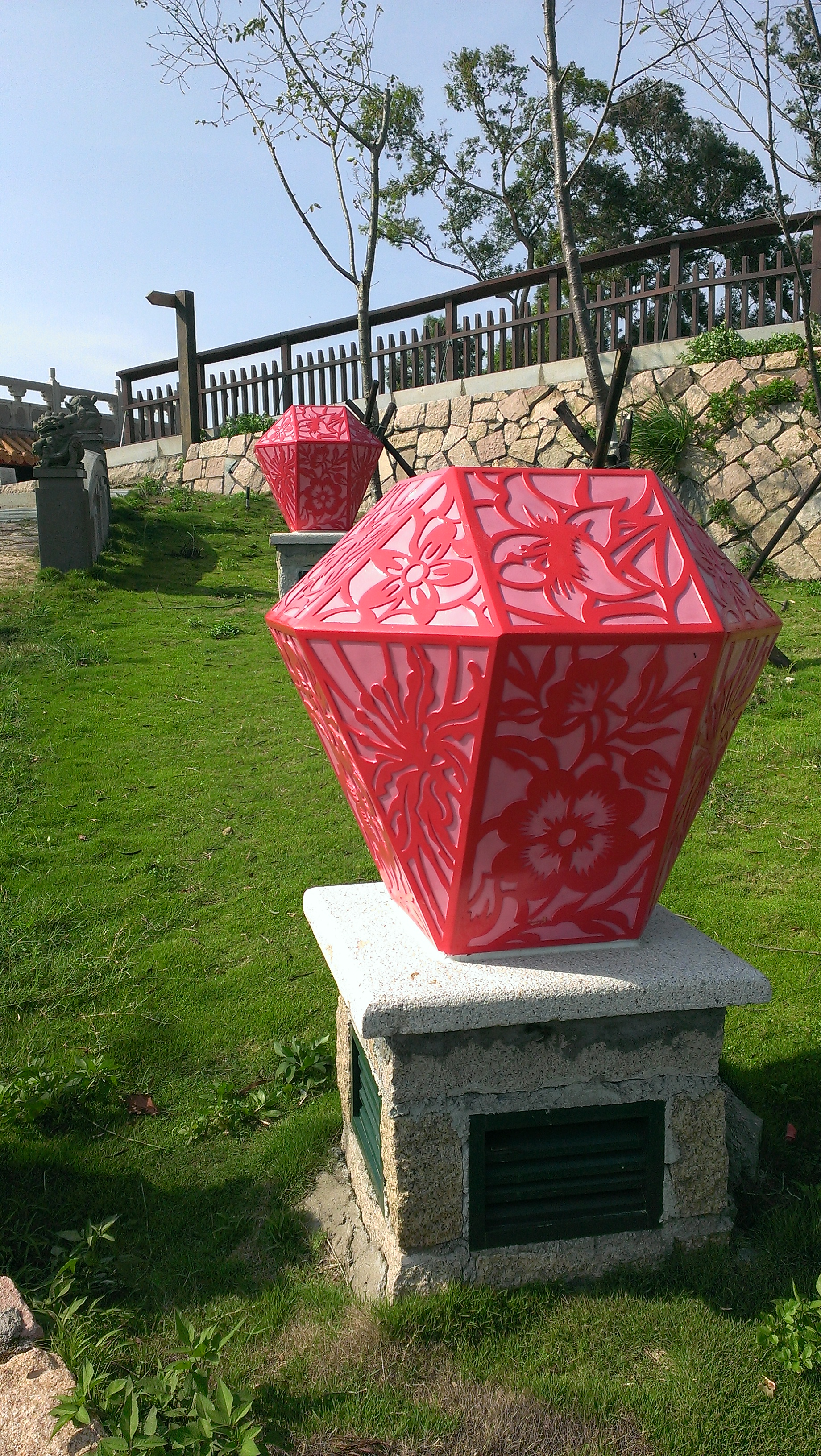
馬祖南竿鄉媽祖宗教園區照明燈採用馬祖風燈造型

燈，象徵光明、去除黑暗；能在夜間照明、指引海上漁民返家之路。
在方言「燈」與「丁」同音，在馬祖傳統習俗，結婚時會懸掛風燈，新婚首年回娘家拜年，岳家會贈送一對風燈，皆為寓意早日添丁、人丁興旺。在馬祖民間流傳「元宵紅紅燈，送來添男丁」之歌謠。
馬祖風燈常見「瓶型」，意為「平安」。早期漁民出海遇海象惡劣，以燈火報平安。
馬祖風燈，具有照明指引、報平安的實用功能，更包含了早期先民在惡劣環境中為了祈求人丁興旺、平安如意的心願及送喜誌慶的祝福同歡，在馬祖學術界譽為「風中鑽石」、「順風平安」。

## 形象應用
馬祖風燈由實用的照明功能，進化為祈福、節慶功能，而其吉祥平安的形象更被政府、民間所運用，如連江縣所屬的公營馬祖酒廠推出平安風燈造型酒瓶、連江縣環保局推出平安風燈存錢筒、連江縣政府觀光局推出的「媽祖在馬祖」平安風燈等。

## 文化推廣
2005年9月25日文建會(文化部前身)曾在馬祖北竿鄉芹壁村舉辦「海天風『芹』－馬祖芹壁風燈藝術節」系列活動，以馬祖特有的風燈祈福文化為主軸，透過民眾親自製作馬祖風燈及參觀專設的「風燈映像館」，深入了解馬祖的歷史文化。
2016年臺灣燈會在桃園，這是臺灣燈會27年來首設離島燈區，馬祖(連江縣)與桃園市締結姊妹縣市，二縣市首長及民意代表為馬祖燈區點燈的樣式即是採大型馬祖風燈之造型。